# Mouscron

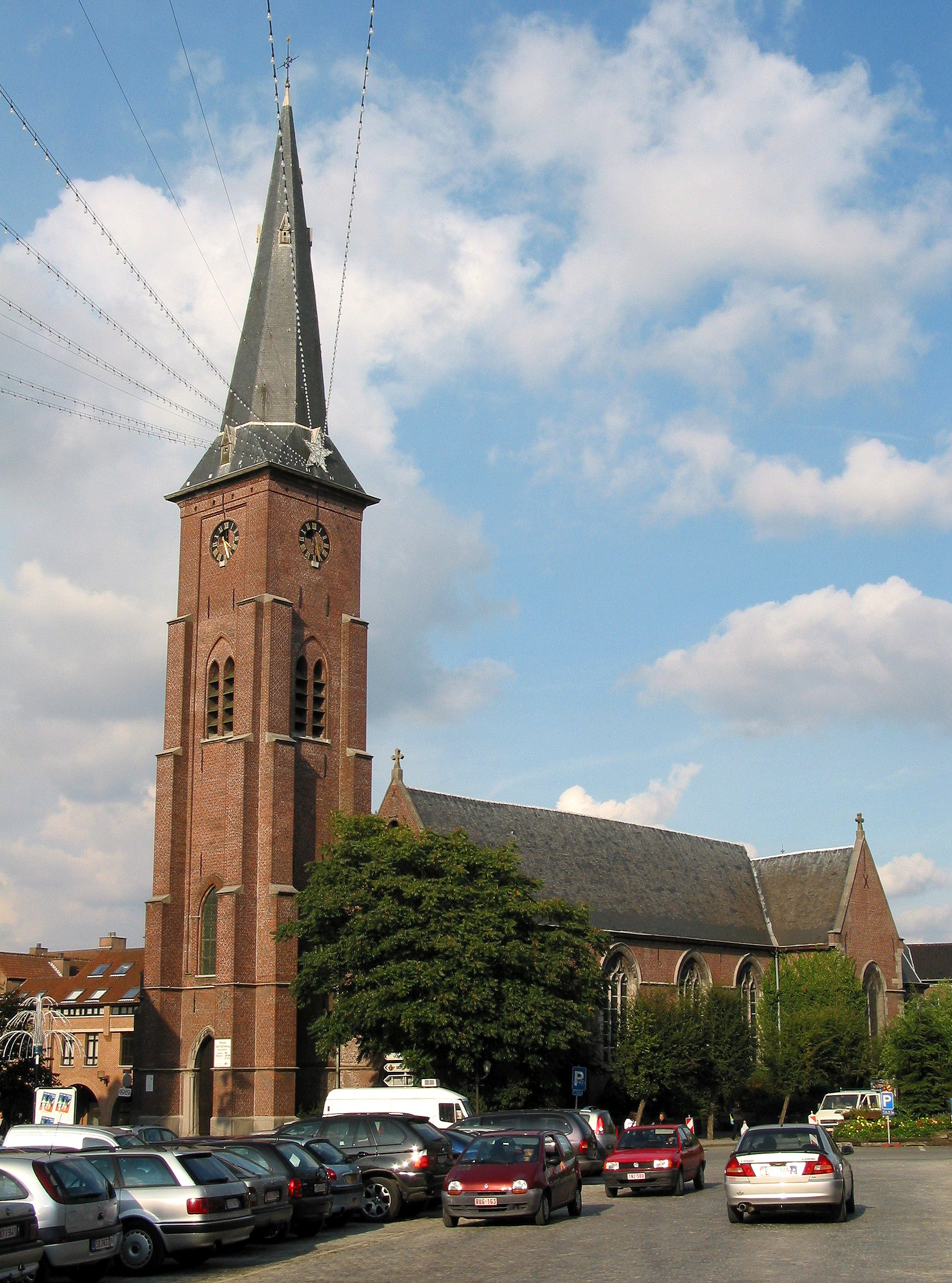
Església de Saint-Barthélemy.

Mouscron o Moeskroen (Moucron en picard) és un municipi belga de la província d'Hainaut a la regió valona. A principis de 2008 tenia 53.760 habitants.
Fins a la fixació de la frontera lingüística el 1962 el municipi feia part de la província de Flandes Occidental. És un dels municipis amb facilitats lingüístiques per a la minoria de parla neerlandesa.

## Nuclis
- Dottignies nl.: Dottenijs
- Herseaux nl.: Herzeeuw
- Luingne nl.: Lowingen
- Mouscron

## Persones il·lustres
- Jean-Luc Vandenbroucke, ciclista.
- Raymond Devos, humorista.

## Agermanament
- Tourcoing
- Fécamp
- Rheinfelden (Baden)
- Liévin